# Wilho Ilmari
Wilho Ilmari (24 de abril de 1888-18 de agosto de 1983) fue un actor y director teatral y cinematográfico finlandés.

## Biografía
Su nombre completo era Wilho Ilmari Sundberg, y nació en Kymi, actualmente parte de Kotka, Finlandia. 
Entre 1910 y 1919 fue director en el Kansan näyttämö de Helsinki, así como en Turku y Tampere. Desde 1937 a 1957 fue director adjunto del Teatro Nacional de Finlandia, y subdirector en 1947, así como director artístico del Helsingin Kansanteatteri-Työväenteatteri en 1959–1961. A lo largo de su carrera fue un respetado intérprete de obras de Aleksis Kivi y William Shakespeare.
Además, desde 1942 fue rector en la Academia de Teatro de la Universidad de las Artes de Helsinki, y desde 1945 presidente de la Asociación Finlandesa de Directores de Teatro.
En su faceta cinematográfica, fue conocido por realizar la película de 1939 Seitsemän veljestä. 
Por su trayectoria artística, Ilmari fue premiado en el año 1947 con la Medalla Pro Finlandia, y en 1951 obtuvo el título de Consejero Teatral.
Wilho Ilmari falleció en Turku, Finlandia, en el año 1983.

## Filmografía (como director)
- 1928 : Tukkijoella
- 1937 : Kuriton sukupolvi
- 1938 : Vieras mies tuli taloon
- 1938 : Nummisuutarit
- 1939 : Seitsemän veljestä
- 1940 : Oi, kallis Suomenmaa
- 1942 : Yli rajan
- 1942 : Hopeakihlajaiset
- 1950 : Rakkaus on nopeampi Piiroisen pässiäkin
- 1951 : Pitkäjärveläiset

## Premios y distinciones
Festival Internacional de Cine de Venecia
| Año  | Categoría             | Película  | Resultado |
| ---- | --------------------- | --------- | --------- |
| 1942 | Medalla de la Bienale | Yli rajan | Ganador   |